# Tachyempis vitripennis
Tachyempis vitripennis är en tvåvingeart som först beskrevs av Mario Bezzi 1908.  Tachyempis vitripennis ingår i släktet Tachyempis och familjen puckeldansflugor. Inga underarter finns listade i Catalogue of Life.